# Gruppo Sportivo Hockey Trissino 2022-2023
Questa voce raccoglie le informazioni riguardanti il Gruppo Sportivo Hockey Trissino nelle competizioni ufficiali della stagione 2022-2023.

## Maglie e sponsor
| 1ª divisa | 2ª divisa |

## Organigramma societario
- Presidente: Matteo Mastrotto
- Vicepresidente: Bruno Facchin
- Consigliere: Domenico Schiavo
- Direttore Sportivo: Mirco De Gerone
- Segretario: Roberta Bassanese

## Organico

### Giocatori[1]
| N° | Naz.              | Ruolo | Sportivo           |  |  |  |
| -- | ----------------- | ----- | ------------------ |  |  |  |
| 0  | Italia (bandiera) | E     | Edoardo Langaro    |  |  |  |
| 1  | Italia (bandiera) | P     | Stefano Zampoli    |  |  |  |
| 6  | Italia (bandiera) | E     | Andrea Malagoli    |  |  |  |
| 7  | Italia (bandiera) | E     | Giulio Cocco       |  |  |  |
| 10 | Italia (bandiera) | P     | Giovanni Bovo      |  |  |  |
| 11 | Italia (bandiera) | E     | Filippo Schiavo    |  |  |  |
| 17 | Angola (bandiera) | E     | João Pinto         |  |  |  |
| 55 | Spagna (bandiera) | E     | Joan Galbas Pedrol |  |  |  |
| 66 | Spagna (bandiera) | E     | Jordi Méndez       |  |  |  |
| 71 | Italia (bandiera) | E     | Davide Gavioli     |  |  |  |
| 87 | Italia (bandiera) | E     | Francisco Ipiñazar |  |  |  |

### Staff tecnico
- Allenatore:  Alessandro Bertolucci
- Allenatore in seconda:  Carlo Bertinato
- Preparatore atletico:  Nicola Casarotto
- Meccanico:  Giorgio Di Gaspero
- Direttore Sportivo:  Mirco De Gerone (a dicembre rassegna le sue dimissioni per ricoprire lo stesso ruolo al Forte dei Marmi, divenendone successivamente l'allenatore)
- Fisioterapista:  Enrico Cenzato

## Mercato
| Acquisti | Acquisti           | Acquisti     | Acquisti |
| R.       | Nome               | da           |          |
| -------- | ------------------ | ------------ | -------- |
| P        | Giovanni Bovo      | Trissino 05  |          |
| E        | Joan Galbas Pedrol | Sarzana      |          |
| E        | Jordi Méndez       | Amatori Lodi |          |
| E        | Filippo Schiavo    | Amatori Lodi |          |

| Cessioni | Cessioni          | Cessioni     | Cessioni |
| R.       | Nome              | a            |          |
| -------- | ----------------- | ------------ | -------- |
| E        | Roger Bars Català | Igualada     |          |
| E        | Alessandro Faccin | Amatori Lodi |          |
| E        | Emanuel Garcia    | Valdagno     |          |
| P        | Elia Zen          | Breganze     |          |